# 鹿沼運動公園野球場
鹿沼運動公園野球場（かぬまうんどうこうえんやきゅうじょう）は、栃木県鹿沼市の南部にある鹿沼運動公園内にある硬式野球場。命名権による愛称は「ヤオハンいちごパーク野球場」。

## 概要
両翼が91.7m、中堅120mで13,500人を収容する観客席を持つ。
現在では、高校や社会人などのアマチュア野球で使用されており、2006年ごろから宇都宮市宮原運動公園野球場に代わり秋季栃木県高等学校野球大会で足利市総合運動場硬式野球場と交互の形で1回戦が行われていて、2015年は関東・東北豪雨により栃木市総合運動公園硬式野球場が使用できずに2回戦まで使用された。また、東日本大震災による影響で球場の一部が破損した宇都宮清原球場を使用できなかった2011年の第93回全国高等学校野球選手権栃木大会では3回戦まで使用されたが、2016年現在その1大会のみの使用に留まっている。
2018年6月3日には、ベースボール・チャレンジ・リーグの栃木ゴールデンブレーブスが公式戦（対群馬ダイヤモンドペガサス）を開催した。公式戦は2019年7月にも1試合が開催されている。

## 命名権
宇都宮市に本拠を置く極東体育施設と命名権契約を結び、「キョクトウベリースタジアム」という愛称が付けられた。契約期間は2017年12月から2020年11月までの3年間。極東体育施設との契約期間満了に伴い、鹿沼市は新たにスーパーマーケット「八百半フードセンター」と命名権契約を締結し、運動公園に対して「ヤオハンいちごパーク」の名称が2021年1月から2024年3月までの3年3ヶ月間使用される。

## アクセス
- 東武日光線新鹿沼駅から市民バスで25分
- 日光線鹿沼駅から市民バスで40分
- 東北道鹿沼ICから車で30分